# 631 (číslo)
Šest set třicet jedna je přirozené číslo. Následuje po čísle šest set třicet a předchází číslu šest set třicet dva. Římskými číslicemi se zapisuje DCXXXI a řeckými číslicemi χλα. 

## Matematika
631 je:
- Deficientní číslo
- Prvočíslo
- Nešťastné číslo

## Astronomie
- (631) Philippina je planetka hlavního pásu, kterou objevil v roce 1907 August Kopff

## Roky
- 631
- 631 př. n. l.